# 元気 (ゲーム会社)
元気株式会社（げんき、英: Genki Co., Ltd.、ブランド名：GENKI） は、日本のゲームソフト・パチンコ・パチスロ開発メーカー。ダイコク電機株式会社の完全子会社。コンピュータエンターテインメント協会正会員。

## 概要
創業は1990年だが、現在の元気株式会社は2008年に会社分割により設立された2代目である（詳しくは「新会社への移行」を参照）。代表作に『首都高バトルシリーズ』、『街道バトルシリーズ』、『剣豪シリーズ』などがあり、コンシューマーゲームソフトの他に、携帯電話向けコンテンツを提供している。
レースゲームの開発を得意としており、元気レーシングプロジェクト（Genki Racing Project、GRP）名義で活動を行っている。埼玉県深谷市のCarolとのコラボレーションにより富士スピードウェイで開催される「エコカーカップ」にルノーで参戦。また「スーパーママチャリGP」などにも大所帯で参戦している。かつてはホンダ・S2000をベースとしたデモカーも保有していた（現存せず）。監修ドライバーに織戸学、谷口信輝の両選手が所属し、かつて全日本プロドリフト選手権（D1グランプリ）に出場していたHKSレーシングのスポンサーにもなっている。

## 沿革
- 1990年 - 設立。
- 1991年 - ゲームギア用ソフト『デビリッシュ』を自社ブランドで発売。以降しばらくは他社の下請けで各種ゲームの開発を行っていた。
- 2002年 - コナミ（後のコナミホールディングス）と業務・資本提携を行った。
- 2005年
  - 2月1日 - 「元気モバイル」（後のAnd Joy）を設立。携帯電話アプリ、携帯型ゲーム機向けゲームの開発を移管する。
  - 3月31日 - コナミが保有する元気株式をダイコク電機に売却。これによりコナミグループからは外れたが、業務提携は継続している。
- 2008年
  - 2月26日 - 会社分割により新会社「元気（2代目）」を設立し旧元気の全事業を承継（後述）。
- 2009年
  - 10月26日 - ダイコク電機の出資により「元気ネットワークス」を設立、ソーシャルネットワーク向けゲームの開発を移管する。
  - 11月22日 - 本社を新宿、大久保から中野区中野坂上に移転する。
- 2011年4月1日 - コンテンツ事業部を設立。代替現実ゲームの企画・開発事業として「元気ARG」のサービスを開始。
- 2012年
  - 1月23日 - 元気ネットワークスを解散。
  - 3月31日 - 元気ARGのサービスを終了[3]。

## 新会社への移行
2000年代中頃よりオリジナルゲームの販売不振が続き、2006年3月期の決算で債務超過に転落。その後も売上に改善が見られないことから、筆頭株主であるダイコク電機は2008年3月に会社分割により営業の全てを新会社に継承した上で、旧法人（会社分割後に社名を「株式会社CLK」に変更）を清算することを発表した（新旧分離）。そのため現在の元気株式会社は、法的には2008年2月26日設立という扱いとなっている。新会社移行後はオリジナルゲームの自社販売を削減し、デベロッパーとして受託業務と、パチンコ・パチスロの受託業務に集中している。
なお営業を譲渡した後の旧法人（株式会社CLK）は、同年4月25日の株主総会で解散を決議した上で、同年7月1日付で東京地方裁判所より特別清算開始決定を受けている。負債は約14億6900万円。

## ゲームタイトル
| 発売日         | 作品名                                                 | 発売元 （備考）                         | 対応機種               |
| -------------- | ------------------------------------------------------ | --------------------------------------- | ---------------------- |
| 1991年3月29日  | デビリッシュ                                           | 元気                                    | ゲームギア             |
| 1992年4月24日  | バッドオーメン                                         | ホット・ビィ                            | メガドライブ           |
| 1992年4月28日  | スーパー上海ドラゴンズアイ                             | ホット・ビィ                            | スーパーファミコン     |
| 1992年7月17日  | 鈴木亜久里のF1スーパードライビング                     | ジー・アミューズメンツ                  | スーパーファミコン     |
| 1992年7月31日  | キング・オブ・ザ・モンスターズ                         | タカラ                                  | スーパーファミコン     |
| 1992年11月20日 | アメリカ横断ウルトラクイズ                             | トミー                                  | スーパーファミコン     |
| 1993年6月25日  | GP-1                                                   | アトラス                                | スーパーファミコン     |
| 1993年10月20日 | 装甲騎兵ボトムズ ザ・バトリングロード                  | タカラ                                  | スーパーファミコン     |
| 1993年11月12日 | ファイナル・ストレッチ                                 | ロジーク                                | スーパーファミコン     |
| 1993年11月26日 | アクセルブリッド                                       | トミー                                  | スーパーファミコン     |
| 1994年3月25日  | AX-101                                                 | セガ                                    | メガCD                 |
| 1994年5月27日  | 首都高バトル'94 ドリフトキング 土屋圭市&坂東正明       | ビーピーエス                            | スーパーファミコン     |
| 1994年6月25日  | バーニングソルジャー                                   | パック・イン・ビデオ                    | 3DO                    |
| 1994年9月30日  | バイク大好き!走り屋魂                                  | 日本コンピュータシステム                | スーパーファミコン     |
| 1994年10月28日 | 爆投ドッチャーズ                                       | ビーピーエス                            | スーパーファミコン     |
| 1994年11月18日 | GP-1 ラピッドストリーム                                | アトラス                                | スーパーファミコン     |
| 1994年12月2日  | 制服伝説 プリティ・ファイター                          | イマジニア                              | スーパーファミコン     |
| 1995年1月20日  | マイケル・アンドレッティ インディーカーチャレンジ      | ビーピーエス                            | スーパーファミコン     |
| 1995年1月27日  | キリーク・ザ・ブラッド                                 | ソニー・ミュージックエンタテインメント  | PlayStation            |
| 1995年2月24日  | 首都高バトル2 ドリフトキング 土屋圭市&坂東正明         | ビーピーエス                            | スーパーファミコン     |
| 1995年3月24日  | ダイダロス                                             | セガ                                    | セガサターン           |
| 1995年8月11日  | スクランブル コブラ                                    | パック・イン・ビデオ                    | 3DO                    |
| 1995年10月27日 | ハングオンGP'95                                        | セガ                                    | セガサターン           |
| 1995年12月15日 | 湾岸デッドヒート                                       | パック・イン・ビデオ                    | セガサターン           |
| 1995年12月29日 | キリーク・ザ・ブラッド2                                | ソニー・ミュージックエンタテインメント  | PlayStation            |
| 1996年5月3日   | 首都高バトル DRIFT KING 土屋圭市&坂東正明              | 元気                                    | PlayStation            |
| 1996年11月15日 | BELTLOGGER 9                                           | 元気                                    | PlayStation            |
| 1996年12月20日 | 超空間ナイター プロ野球キング                          | イマジニア                              | NINTENDO64             |
| 1997年2月28日  | 首都高バトル'97                                        | イマジニア                              | セガサターン           |
| 1997年4月25日  | 首都高バトルR                                          | 元気                                    | PlayStation            |
| 1997年7月18日  | マルチレーシングチャンピオンシップ                     | イマジニア                              | NINTENDO64             |
| 1998年1月30日  | シムシティ2000                                         | イマジニア                              | NINTENDO64             |
| 1998年4月23日  | かっとびチューン                                       | 元気                                    | PlayStation            |
| 1998年6月18日  | 公道最速伝説 頭文字D                                   | 講談社                                  | セガサターン           |
| 1998年10月01日 | エフィカス この想いを君に…                             | 元気 （開発：アスペクト）               | PlayStation            |
| 1998年11月27日 | バーチャファイター3tb                                  | セガ                                    | ドリームキャスト       |
| 1998年12月03日 | 玉繭物語                                               | 元気                                    | PlayStation            |
| 1998年12月11日 | ファイティングカップ                                   | イマジニア                              | NINTENDO64             |
| 1999年3月19日  | 超空間ナイター プロ野球キング2                         | イマジニア                              | NINTENDO64             |
| 1999年6月24日  | 首都高バトル                                           | 元気                                    | ドリームキャスト       |
| 1999年8月6日   | RALLY’99                                               | イマジニア                              | NINTENDO64             |
| 1999年8月27日  | 格闘伝承 F-Cup Maniax                                  | イマジニア                              | NINTENDO64             |
| 2000年2月3日   | スーパーマグネチックニュウニュウ                       | 元気                                    | ドリームキャスト       |
| 2000年6月22日  | 首都高バトル2                                          | 元気                                    | PlayStation            |
| 2000年12月14日 | 剣豪                                                   | 元気 （開発：ライトウェイト）           | PlayStation 2          |
| 2001年3月15日  | 首都高バトル0                                          | 元気                                    | PlayStation 2          |
| 2001年3月21日  | ナポレオン                                             | 任天堂                                  | ゲームボーイアドバンス |
| 2001年8月30日  | 玉繭物語2 〜滅びの蟲〜                                 | 元気                                    | PlayStation 2          |
| 2001年12月21日 | デイトナUSA2001                                        | セガ                                    | ドリームキャスト       |
| 2001年         | 湾岸ミッドナイト                                       | ナムコ                                  | アーケード             |
| 2002年2月28日  | 斬 歌舞伎                                              | 元気 （開発：ライトウェイト）           | Xbox                   |
| 2002年3月28日  | 湾岸ミッドナイト                                       | 元気                                    | PlayStation 2          |
| 2002年6月20日  | PHANTOM CRASH                                          | 元気                                    | Xbox                   |
| 2002年6月27日  | 剣豪2                                                  | 元気 （開発：ライトウェイト）           | PlayStation 2          |
| 2002年9月26日  | マキシマムチェイス                                     | マイクロソフト                          | Xbox                   |
| 2002年         | 湾岸ミッドナイトR                                      | ナムコ                                  | アーケード             |
| 2003年2月27日  | 街道バトル 〜日光・榛名・六甲・箱根〜                  | 元気                                    | PlayStation 2          |
| 2003年7月24日  | 首都高バトル01                                         | 元気                                    | PlayStation 2          |
| 2003年8月6日   | 首都高バトルOnline                                     | 元気                                    | Windows                |
| 2004年1月22日  | クラウチングタイガー・ヒドゥンドラゴン                 | ESP （共同開発：ライトウェイト）        | PlayStation 2          |
| 2004年1月22日  | 風雲 新撰組                                            | 元気                                    | PlayStation 2          |
| 2004年2月26日  | 街道バトル2 CHAIN REACTION                             | 元気                                    | PlayStation 2          |
| 2004年9月22日  | 剣豪3                                                  | 元気 （開発：ライトウェイト）           | PlayStation 2          |
| 2005年1月20日  | 風雲 幕末伝                                            | 元気                                    | PlayStation 2          |
| 2005年3月24日  | 探偵・癸生川凌介事件譚 仮面幻影殺人事件                | 元気                                    | ニンテンドーDS         |
| 2005年4月21日  | 首都高バトル                                           | 元気                                    | PlayStation Portable   |
| 2005年5月26日  | レーシングバトル -C1 GRAND PRIX-                       | 元気                                    | PlayStation 2          |
| 2005年7月28日  | KAIDO-峠の伝説-                                        | 元気                                    | PlayStation 2          |
| 2005年9月22日  | 必殺裏稼業                                             | 元気 （開発：ライトウェイト）           | PlayStation 2          |
| 2005年9月22日  | S.L.A.I. -STEEL LANCER ARENA INTERNATIONAL-            | コナミ                                  | PlayStation 2          |
| 2005年11月24日 | 戦神 -いくさがみ-                                      | 元気                                    | PlayStation 2          |
| 2005年12月22日 | 大戦略ポータブル                                       | 元気                                    | PlayStation Portable   |
| 2006年3月2日   | 任侠伝 渡世人一代記                                    | 元気                                    | PlayStation 2          |
| 2006年5月25日  | 大戦略DS                                               | 元気                                    | ニンテンドーDS         |
| 2006年7月27日  | 首都高バトルX                                          | 元気                                    | Xbox 360               |
| 2006年8月3日   | Carnage Heart PORTABLE                                 | 元気                                    | PlayStation Portable   |
| 2006年9月7日   | 剣豪ZERO                                               | 元気                                    | Xbox 360               |
| 2006年11月9日  | ブラック・ジャック 火の鳥編                            | セガ                                    | ニンテンドーDS         |
| 2007年2月8日   | ジェットインパルス                                     | 任天堂                                  | ニンテンドーDS         |
| 2007年4月26日  | これで恥をかかない 明日つかえるDSビジネスマナー        | 元気                                    | ニンテンドーDS         |
| 2007年7月19日  | ぜんまいざむらい                                       | 元気                                    | ニンテンドーDS         |
| 2007年7月26日  | 湾岸ミッドナイト                                       | 元気                                    | PlayStation 3          |
| 2007年9月27日  | 湾岸ミッドナイト ポータブル                            | 元気                                    | PlayStation Portable   |
| 2007年10月18日 | 馬主ライフゲーム ウィナーズサークル                    | 元気                                    | ニンテンドーDS         |
| 2007年12月19日 | オンラインカート ステアLINK                            | ゲームポット （共同開発：元気モバイル） | PC                     |
| 2008年1月24日  | 高橋書店監修 最頻出!SPIパーフェクト問題集DS            | 元気                                    | ニンテンドーDS         |
| 2008年2月21日  | ポピュラスDS（en:Populous DS）                         | エレクトロニック・アーツ                | ニンテンドーDS         |
| 2008年3月25日  | LONPOS                                                 | 元気                                    | Wii                    |
| 2008年12月18日 | 高橋書店監修 最頻出!SPIパーフェクト問題集DS 2010年度版 | 元気                                    | ニンテンドーDS         |
| 2009年6月4日   | マネパ1000万人のFXトレーニング                         | 元気                                    | ニンテンドーDS         |
| 2009年7月23日  | 塊魂TRIBUTE（en:Katamari Forever）                     | バンダイナムコゲームス                  | PlayStation 3          |
| 2010年1月14日  | 高橋書店監修 最頻出!SPIパーフェクト問題集DS 2011年度版 | 元気                                    | ニンテンドーDS         |
| 2010年6月17日  | 化石モンスター スペクトロブス                          | ディズニー・インタラクティブ・スタジオ  | Wii                    |
| 2010年9月16日  | マネパ1000万人のFXトレーニング～レバレッジ規制対応版～ | 元気                                    | ニンテンドーDS         |
| 2010年11月25日 | 高橋書店監修 最頻出!SPIパーフェクト問題集DS 2012年度版 | 元気                                    | ニンテンドーDS         |
| 2011年5月17日  | Gang Warz                                              | 元気                                    | フィーチャーフォン     |
| 2011年11月18日 | 気持ちナビ                                             | 元気                                    | iOS                    |
| 2011年12月14日 | これで恥をかかない明日つかえるビジネスマナー           | 元気                                    | iOS                    |
| 2011年12月22日 | キッズカー                                             | 元気                                    | iOS                    |
| 2011年12月15日 | 湾岸ミッドナイト MAXIMUM TUNE 4                        | バンダイナムコゲームス                  | アーケード             |
| 2012年5月24日  | G1グランプリ                                           | 元気                                    | ニンテンドー3DS        |
| 2014年3月12日  | 湾岸ミッドナイト MAXIMUM TUNE 5                        | バンダイナムコゲームス                  | アーケード             |
| 2014年9月30日  | レイちゃん、大気圏へ突入する!                          | 元気                                    | iOS/Android            |
| 2015年12月15日 | 湾岸ミッドナイト MAXIMUM TUNE 5DX                      | バンダイナムコゲームス                  | アーケード             |
| 2016年1月21日  | グリムノーツ グリムノーツ Repage                       | スクウェア・エニックス                  | iOS/Android            |
| 2016年12月15日 | 湾岸ミッドナイト MAXIMUM TUNE 5DX Plus                 | バンダイナムコゲームス                  | アーケード             |
| 2017年1月26日  | 首都高バトルXTREME                                     | 元気                                    | iOS/Android            |
| 2017年10月25日 | 仮面ライダー シティウォーズ                            | バンダイナムコエンターテインメント      | iOS/Android            |
| 2018年7月12日  | 湾岸ミッドナイト MAXIMUM TUNE 6                        | バンダイナムコアミューズメント          | アーケード             |
| 2019年3月28日  | グリムエコーズ                                         | スクウェア・エニックス                  | iOS/Android            |
| 2020年1月21日  | 湾岸ミッドナイト MAXIMUM TUNE 6R                       | バンダイナムコアミューズメント          | アーケード             |
| 2021年10月14日 | Deep Insanity ASYLUM                                   | スクウェア・エニックス                  | iOS/Android            |
| 2024年7月31日  | Devil Road Run!                                        | 元気                                    | Steam                  |
| 2025年1月23日  | 首都高バトル                                           | 元気                                    | Steam                  |

- 探偵・癸生川凌介事件譚シリーズ
- サイコミステリー・シリーズ

## 実施したARG（代替現実ゲーム）
- ぼくらの選択/みなかみARG（ARG/代替現実ゲーム） 2011年6月～8月
- コンカツ殺人事件（ミステリー演劇イベント） 2011年9月
- bubblegum（ARG/代替現実ゲーム） 2011年12月〜